# Le Journal du Médoc
Pour les articles homonymes, voir Médoc (homonymie).
Le Journal du Médoc est un hebdomadaire régional français d'information locale. Fondé en 1997 par Jean-Pierre Gauffre, il a appartenu à la SEPL, une filiale du groupe de presse Sud Ouest.
En 2016 il a été racheté par le Groupe PMSO (Presse et Médias du Sud-Ouest) basé à Bordeaux et présidé par Vincent David. 
Son siège social est à Saint-Laurent-Médoc.

## Description
Le Journal du Médoc s'adresse en priorité à la population du Médoc, dans le département de la Gironde et la région Nouvelle-Aquitaine.  
Avec son équipe de journalistes, il reprend chaque semaine les principales informations de la presque-île qui sont relayées par un réseau de 20 correspondants établis dans les principales communes médocaines : Lesparre-Médoc, Pauillac, Saint-Laurent-Médoc, Soulac-sur-Mer, etc. 
Il couvre aussi la partie ouest de la métropole bordelaise (Blanquefort, Eysines, etc).  
L'hebdomadaire publie également des rubriques thématiques (sport, culture, économie) et des chroniques, dont le billet de Mouquirouse, personnage emblématique du Médoc. 
Chaque été, Le Journal du Médoc édite le hors-série Médoc Mag, qui présente les différents aspects touristiques, culturels, gastronomiques et originaux de la presqu'île du Médoc.
Habilité à publier les Annonces Judiciaires et Légales, Le Journal du Médoc est adhérent du Syndicat de la Presse Hebdomadaire Régionale et de l'Alliance de la Presse d'Information Générale. 